# Michail Michajlovič Fokin
Michail Michajlovič Fokin, rusky Михаи́л Миха́йлович Фо́кин (23. dubna 1880, Petrohrad – 22. srpna 1942, New York) byl ruský tanečník, choreograf a baletní pedagog.

## Život
V roce 1898, ve svých osmnácti letech, nastoupil do Mariinského divadla v Petrohradu, jeho prvním představením byl balet Paquita. Poté tančil v mnoha klasických baletech. Vytvářel přitom brzy i vlastní, nové choreografie (Pták Ohnivák, Petruška, Les Sylphides, původním názvem Chopiniana). Často přitom využíval hudby, která k baletu původně nebyla určena (Igora Stravinského, Fredericka Chopina aj.). V letech 1909–1912 a znovu v roce 1914 byl vedoucím choreografem a hlavním tanečníkem Ruských sezón Sergeje Ďagileva. Od roku 1918 působil trvale v cizině, zejm. ve Francii (zde často vystupoval pod jménem Michel Fokine) a USA (zde zase jako Michael Fokine), v letech 1936–1939 v Ballets Russes v Monte Carlu. V New Yorku si v roce 1921 založil vlastní baletní školu. Silně ho ovlivnily myšlenky baletního teoretika Jean-Georges Noverra. Sám se zabýval teorií baletu i tance obecně (včetně folklórního). K jeho žákům patřila například Bronislava Nijinska.